# Copa de Ruanda
La Copa de Ruanda es una competición nacional de fútbol por eliminación directa que se disputa anualmente en Ruanda. Es organizada por la Federación de Fútbol de Ruanda desde su creación en 1975, y es considerada el segundo torneo en importancia del país tras la liga nacional.

## Formato
El torneo se juega mediante sistema de eliminación directa. Está abierto a la participación de clubes de distintas divisiones del país. El equipo campeón obtiene la clasificación para representar a Ruanda en la Copa Confederación de la CAF.

## Palmarés
| Temporada | Campeón                  | Resultado      | Finalista                |
| --------- | ------------------------ | -------------- | ------------------------ |
| 1975      | Kiyovu Sports            |                |                          |
| 1976      | Rayon Sports FC          |                |                          |
| 1977      | No disputada             | No disputada   | No disputada             |
| 1978      | Mukura Victory Sports FC |                |                          |
| 1979      | Rayon Sports FC          |                |                          |
| 1980      | Rayon Sports FC          |                |                          |
| 1981      | Panthères Noirs          |                |                          |
| 1982      | Rayon Sports FC          |                |                          |
| 1983      | Panthères Noirs          |                |                          |
| 1984      | Panthères Noirs          |                |                          |
| 1985      | Kiyovu Sports            |                |                          |
| 1986      | Mukura Victory Sports FC |                |                          |
| 1987      | Panthères Noirs          |                |                          |
| 1988      | Etincelles FC            |                |                          |
| 1989      | Rayon Sports FC          |                |                          |
| 1990      | Mukura Victory Sports FC |                |                          |
| 1991      | No disputada             | No disputada   | No disputada             |
| 1992      | Mukura Victory Sports FC |                |                          |
| 1993      | Rayon Sports FC          |                |                          |
| 1994      | No disputada             | No disputada   | No disputada             |
| 1995      | APR FC                   |                |                          |
| 1996      | APR FC                   |                |                          |
| 1997      | Rwanda FC                |                |                          |
| 1998      | Rayon Sports FC          |                |                          |
| 1999      | APR FC                   |                |                          |
| 2000      | APR FC                   |                |                          |
| 2001      | Les Citadins FC          |                |                          |
| 2002      | APR FC                   |                |                          |
| 2003      | Rayon Sports FC          |                |                          |
| 2004      | No disputada             | No disputada   | No disputada             |
| 2005      | Rayon Sports FC          | 3–0            | Mukura Victory Sports FC |
| 2006      | APR FC                   | 3–0            | ATRACO FC                |
| 2007      | APR FC                   | 2–0            | ATRACO FC                |
| 2008      | APR FC                   | 4–0            | ATRACO FC                |
| 2009      | ATRACO FC                | 1–0            | Mukura Victory Sports FC |
| 2010      | APR FC                   | 1–0            | Rayon Sports FC          |
| 2011      | APR FC                   | 4–2            | Police FC Kibungo        |
| 2012      | APR FC                   | 2–1            | Police FC Kibungo        |
| 2013      | AS Kigali                | 3–0            | AS Muhanga               |
| 2014      | APR FC                   | 1–0            | Police FC Kibungo        |
| 2015      | Police FC Kibungo        | 1–0            | Rayon Sports FC          |
| 2016      | Rayon Sports FC          | 1–0            | APR FC                   |
| 2017      | APR FC                   | 1–0            | Espoir FC                |
| 2018      | Mukura Victory Sports FC | 0–0 (3–1 pen.) | Rayon Sports FC          |
| 2019      | AS Kigali                | 2–1            | Kiyovu Sports            |
| 2020      | No disputada             | No disputada   | No disputada             |
| 2021      | No disputada             | No disputada   | No disputada             |
| 2022      | AS Kigali                | 1–0            | APR FC                   |
| 2023      | Rayon Sports FC          | 1–0            | APR FC                   |
| 2024      | Police FC Kibungo        | 2–1            | Bugesera FC              |
| 2025      | APR FC                   | 2–0            | Rayon Sports FC          |

## Títulos por club
| Club                     | Ciudad  | Campeón | Años campeón                                                                       |
| ------------------------ | ------- | ------- | ---------------------------------------------------------------------------------- |
| APR FC                   | Kigali  | 14      | 1995, 1996, 1999, 2000, 2002, 2006, 2007, 2008, 2010, 2011, 2012, 2014, 2017, 2025 |
| Rayon Sports FC          | Nyanza  | 11      | 1976, 1979, 1980, 1982, 1989, 1993, 1998, 2003, 2005, 2016, 2023                   |
| Mukura Victory Sports FC | Butare  | 5       | 1978, 1986, 1990, 1992, 2018                                                       |
| Panthères Noirs †        | Kigali  | 4       | 1981, 1983, 1984, 1987                                                             |
| AS Kigali                | Kigali  | 3       | 2013, 2019, 2022                                                                   |
| Police FC Kibungo        | Kibungo | 2       | 2015, 2024                                                                         |
| Kiyovu Sports            | Kigali  | 2       | 1975, 1985                                                                         |
| Etincelles FC            | Gisenyi | 1       | 1988                                                                               |
| Rwanda FC                | Kigali  | 1       | 1997                                                                               |
| Les Citadins FC †        | Kigali  | 1       | 2001                                                                               |
| ATRACO FC †              | Kigali  | 1       | 2009                                                                               |

† Club desaparecido.